# デザートワイン

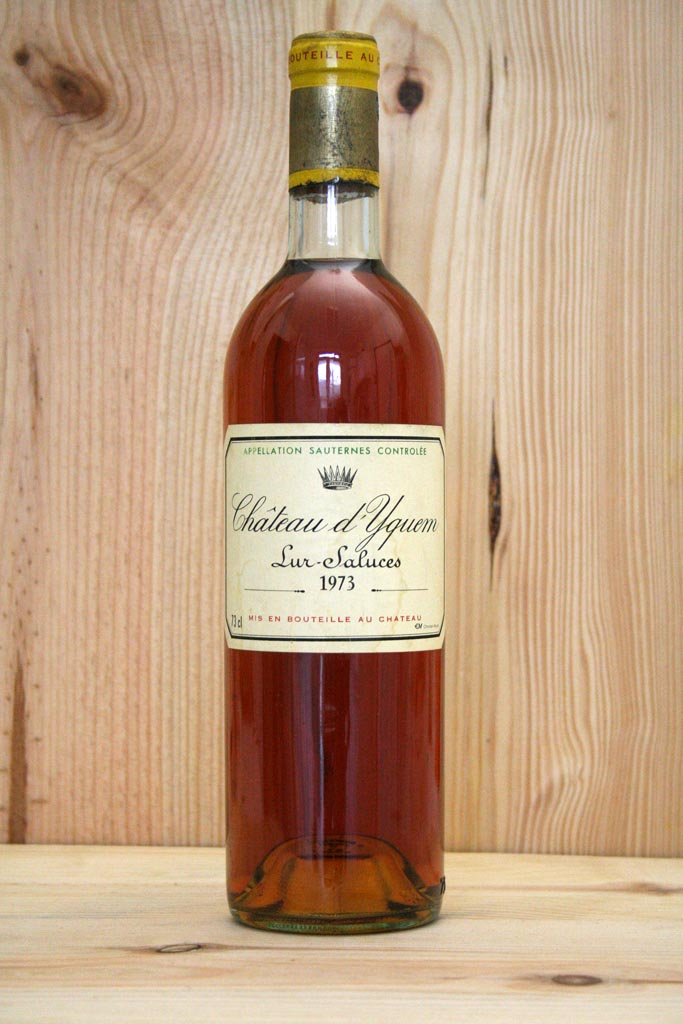
ソーテルヌ AOC の最高峰、シャトー・ディケム（1973）。

デザートワイン（dessert wines : AmE / pudding wines : BrE）とは、主に食後に提供される甘口のワインである。フランスソーテルヌ地方の同名 AOC のワインや、ドイツワイン（アウスレーゼ、ベーレンアウスレーゼなど）、ハンガリートカイのトカイワインなどが有名。

## 定義

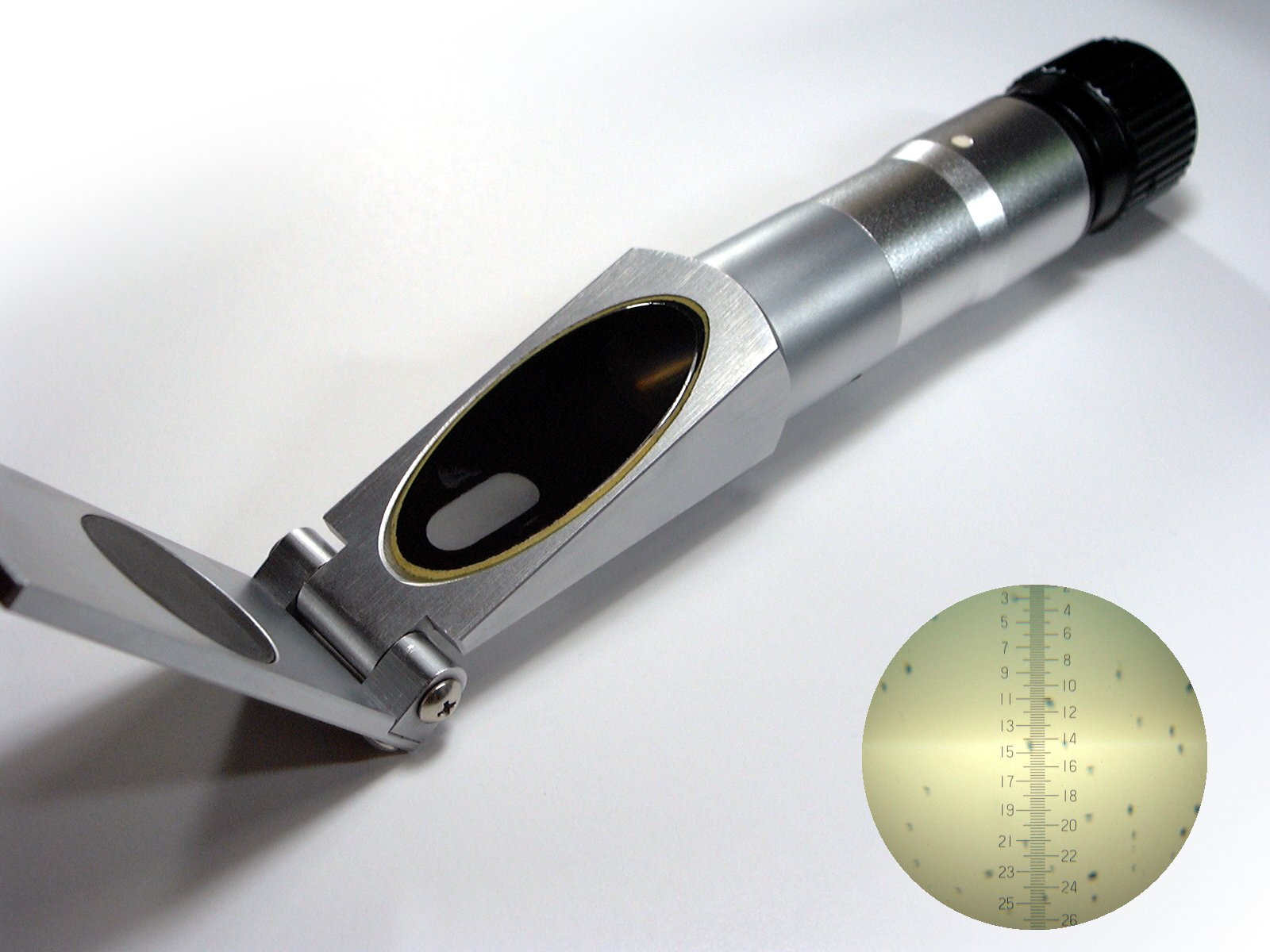
屈折糖度計。屈折率の変化量から液体の糖度を求める。

「デザートワイン」に単純な定義はない。イギリスでは、食前酒として供される酒精強化ワインのフィノやアモンティリャード、食後のポートワイン・マデイラワインなどと対比させる形で、食事中に料理と共に楽しむ甘口のワインをデザートワインと呼ぶ。従って大部分の酒精強化ワインはデザートワインと区別されるが、あまりアルコール度数の高くないペドロ・ヒメネス（Pedro Ximénez）やミュスカ・ド・ボーム・ド・ヴニーズ（Muscat de Beaumes-de-Venise）などは便宜上デザートワインに含まれている。
一方アメリカではデザートワインには法的な規格があり、14度以上のアルコール分を含有する（酒精強化を含む）ワインはこれに全て該当する。デザートワインにあたる酒類には通常のワインよりも高い税率が適用される。これはアメリカのデザートワインが専ら酒精強化によって造られていた時代の名残であり、近代的な醸造法とブドウ栽培によって酒精強化無しで15度以上のアルコール分を実現できるようになった現代では既に時代遅れの区分である。アルコール含量で区分するアメリカのような国がある一方、ドイツのデザートワインのアルコール度数は低く、一般に8-10度程度である。

## 製法
デザートワインの製法には、高い糖度とアルコール度数を両立できることが要求される。アルコール発酵を経ることで糖がアルコールに変換されるので、この制御が重要となる。ワインの糖度を高くする代表的な方法を以下に示す。
- 糖度の高い果実を作る。
  - 高糖度品種の選定
  - 日照時間の確保
  - 遅摘み、房の選別、粒の選別
- 糖分を加える。
  - 発酵前に糖や蜂蜜を加える（補糖）。
  - 発酵後に未発酵の果汁（マスト）を加える（ズースレゼルヴ）。
- 酵母が糖を使い切らないよう、発酵を途中で停止させる。
  - アルコールを添加して酵母の働きを止める（酒精強化）。
  - ソルビン酸を添加して酵母の働きを止める。
  - 濾過や遠心分離により酵母と発酵液を引き離す。
  - 加熱により酵母を死滅させる。
- 脱水して糖度を上げる。
  - 収穫したブドウを干して乾燥させる（ストローワイン）。
  - 果実が凍るまで収穫を遅らせ、水分が氷結して糖分が濃縮されるのを待つ（アイスワイン）。
  - 果実に特定のカビ（灰色かび病菌、Botrytis cinerea）が付いて水分が抜けるのを待つ（貴腐ワイン）。
  - 果実を人為的に凍結させてアイスワインと同様に濃縮する（凍結濾過もしくは低温搾汁、クリオ・エクストラクション）。
  - 果汁を逆浸透膜に通して濃縮する。

## 自然の甘味

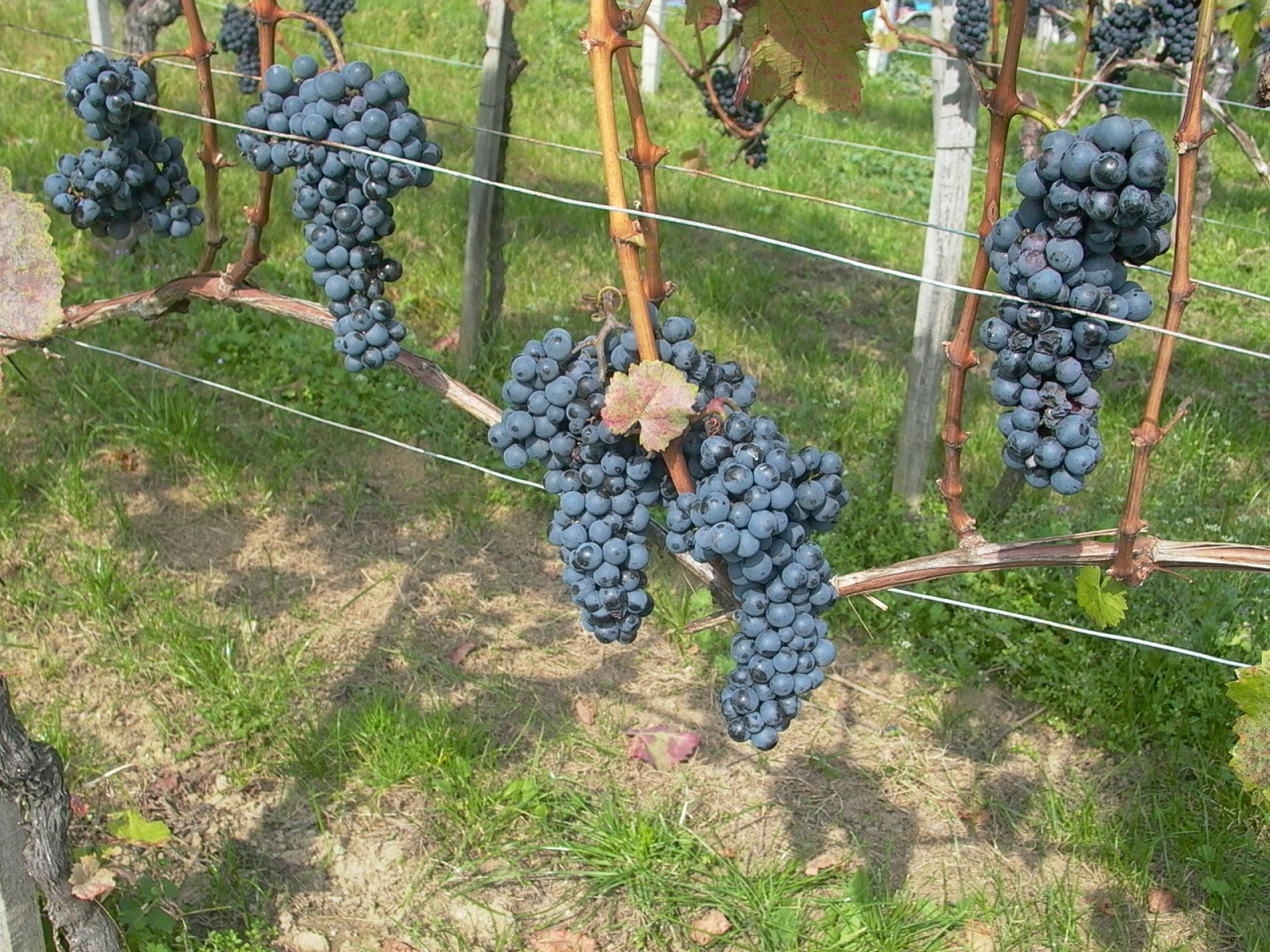
結実が制限され、手入れされたブドウ棚。赤ワイン用品種ブラオフレンキッシュ（Blaufränkisch）。

特別な技術を使わなくても、甘い果実を使えばデザートワインを作ることができる。ブドウのいくつかの品種、例えばマスカット（モスカートを含む）、オルテガ、フクセルレーベ（Huxelrebe）などは他の品種に比して糖度の高い果実を実らせる。しかしながら糖の蓄積は往々にして芳香成分を犠牲にして進行するため、できたワインは退屈で面白味に欠けるものとなる場合もある。またブドウの生育条件も、最終的な果実の糖度に大きな影響を与える。果実の収穫を完熟まで待つ、あるいは摘果や剪定を行って日照を確保することも重要である。摘果は夏季に余分な房を摘み取り、葉から送られてくる光合成産物を少数の果実に集約するものである。
アルザスで作られるやや甘口のワインではこれらの自然な製法が駆使されており、このタイプの甘口ワインの代表例である。しかし消費者の多くはドライな辛口のワインか、もしくはしっかりした甘味を持ったワインを望んでおり、自然に任せる手法は時代遅れであるというのが多くの作り手たちの理解である。とは言え、マスカットを使った古いタイプのデザートワイン、例えば南アフリカの著名なデザートワインであるコンスタンシア（Constantia）などは、このような方法で作られていたと考えられている。また特に甘口ワインの製造を目的としなくとも、摘果や剪定による果実の品質管理はブドウ栽培において一般的に広く行われている作業である。

## 補糖
果汁に糖分を補って、ワインの最終的なアルコール度数を確保することを補糖（chaptalization）という。古代ローマ時代には、ワインの甘味やアルコール分を補うために蜂蜜が添加されていた。しかし現在では補糖はブドウが不作である年に、甘味よりもアルコール度数を稼ぐために加えることが主である。補糖は多くの国で行われているが、自然の甘味か否かを厳しく区別するドイツワインでは、最上級の格付けである QmP（Qualitätswein mit Prädikat）において補糖は一切許可されていない。

## ズースレゼルヴ
ズースレゼルヴ（Süssreserve、「甘味の保存」の意）とは、ドイツで採用されている甘口ワインの製造法の一つである。発酵前に果汁の一部を別途保存しておき、発酵完了後に（酵母の働きを止めてから）再びワインに戻す。こうする事でワインの最終的な糖度を上げるとともに、アルコール度数を低下させる。そのため、ズースレゼルヴを行ったワインのアルコール度数は一般に15度を越えない。最初に果汁を取り分けておくので、醸造家は酵母が全ての糖を使い切ってしまわぬよう発酵停止のタイミングを計る必要がない。また発酵の途中停止には通常亜硫酸塩が用いられるが、人為的に止めなくて済むこの方法では亜硫酸塩の使用量を低減することができる。ズースレゼルヴはドイツ以外にも、ニュージーランドなどドイツの製法を踏襲した国で行われている。日本の甘口ワインの中にもズースレゼルヴを行っているものがある。

## 酒精強化
醸造過程でアルコールを添加し、アルコール度数を高めると共に糖を残したワインを酒精強化ワインという。デザートワインとして飲まれる主な酒精強化ワインには、ペドロ・ヒメネスのような甘口のシェリーや、フランスのヴァン・ドゥー・ナチュレルなどがある。ペドロ・ヒメネスはシェリーとしては珍しく、レーズンを用いたストローワイン（後述）でもある。シェリーでは他にブリストル・クリームなどもデザートワインに向く。酒精強化ワインはマスカットやグルナッシュなど様々なブドウで作られるが、ブドウの種類には関係なく、アルコール度数95度前後の蒸留酒を10％程度添加すれば発酵が停止する。グルナッシュをベースとした赤ワインタイプはそうではないが、マスカットを使った白のヴァン・ドゥー・ナチュレルはやや酸化された状態で仕上げられる。

## ストローワイン

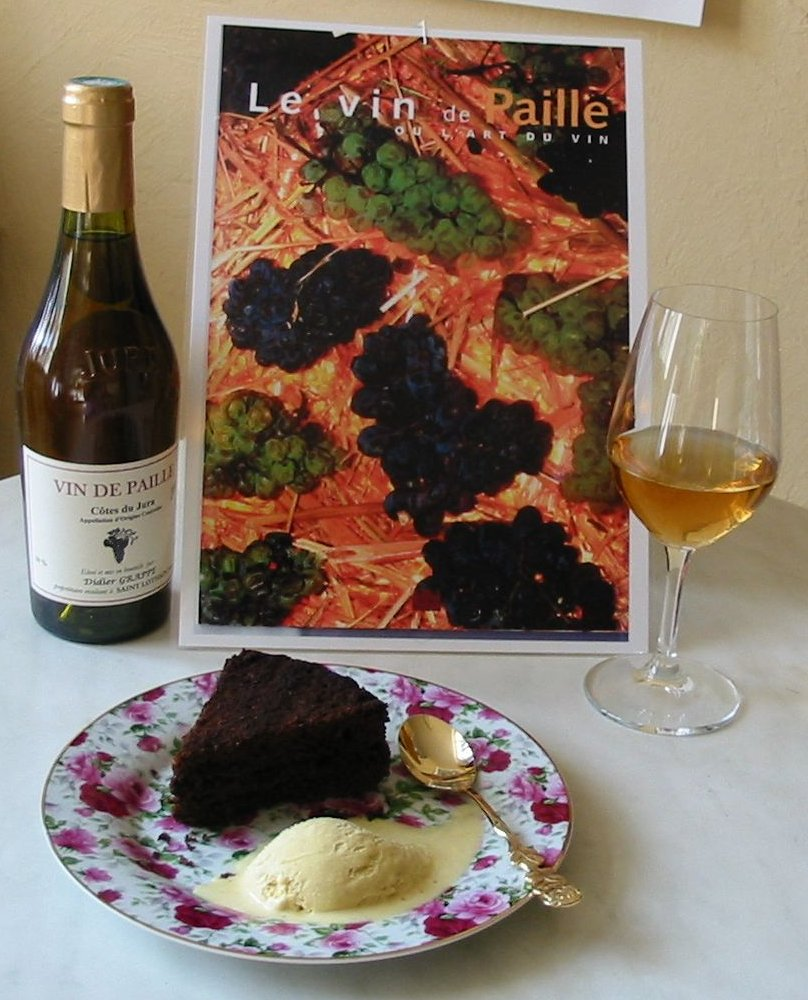
ヴァン・ドゥ・パイユ

干しブドウから作るワインである。収穫したブドウを藁（straw）の上に並べて風乾したことからこの名が付いた。古代カルタゴでは、風乾したブドウから "passum" と呼ばれる甘口ワインが造られていた。このワインはマルタ海峡を渡り、イタリアにモスカート・パッシート・ディ・パンテッレリア（Moscato passito di Pantelleria）と呼ばれる同様の甘口ワインをもたらした。このようなワインはローマ人による記述が残されており、今でも北イタリアではヴィン・サント（伝統的にビスコッティとともに供される）やシャケトラ（Sciachetrà）、レチョート・ディ・ソアーヴェ（Recioto di Soave、同地方のパネットーネに合わせる）、レチョート・デッラ・ヴァルポリチェッラ（Recioto della Valpolicella）などのストローワインが多く作られている。しかしブドウは必ずしも藁の上で干されるわけではなく、棚に並べたり垂木から吊り下げられたりする場合もある。アルプス山脈を挟んでフランスのジュラ県、ローヌ県、アルザス地域圏近辺ではヴァン・ドゥ・パイユ（vin de paille、"paille" は藁の意）が生産されている。他にスペインでは前述のペドロ・ヒメネスが、キプロスではコマンダリア（Commandaria）と呼ばれるストローワインが生産され、南アフリカやアメリカにおいても近年類似のワインが造られている。

## アイスワイン

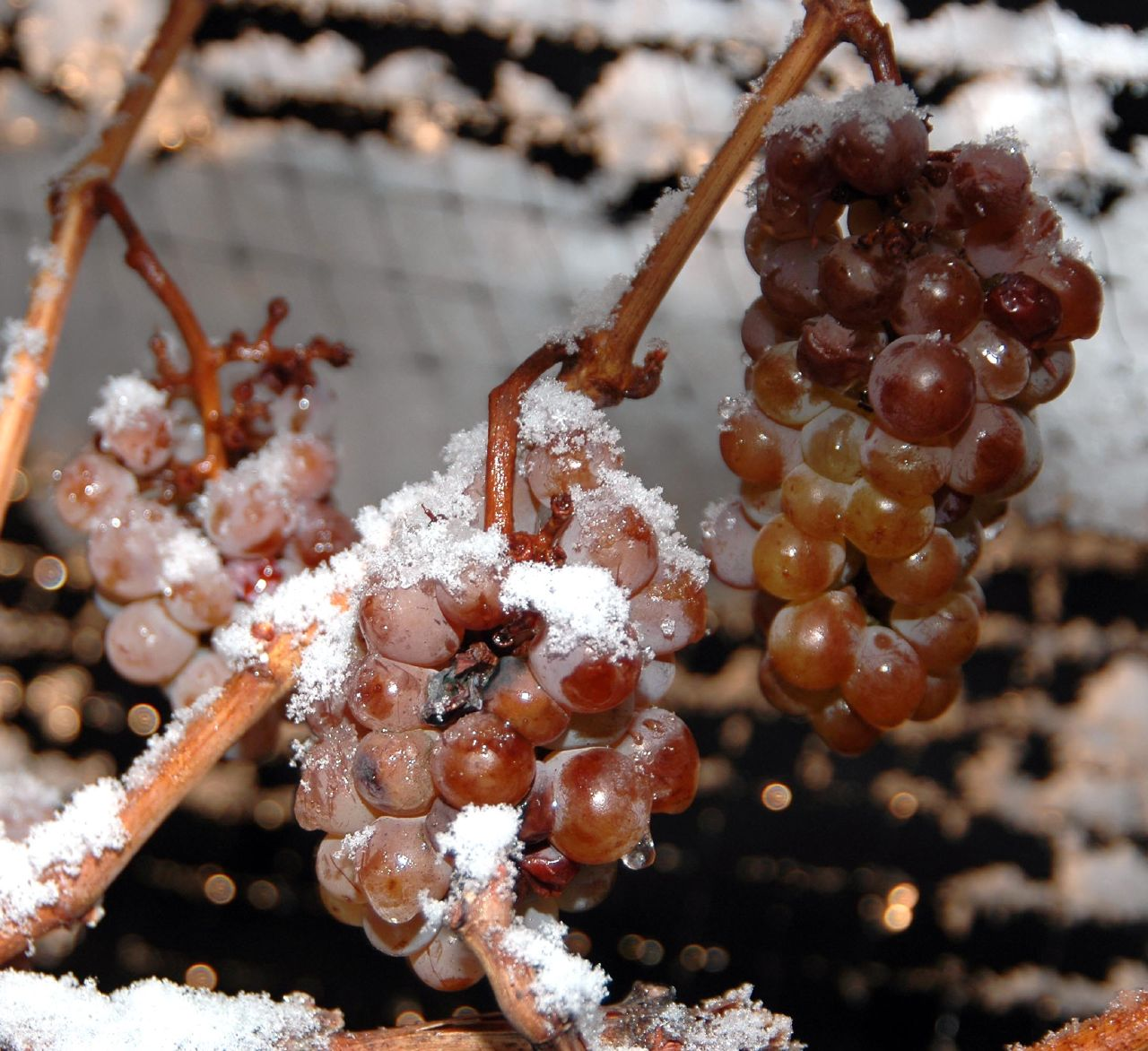
氷結したアイスワイン用のブドウ

氷結したブドウから造られるワイン。主な国や地域圏のワイン法では、アイスワイン用のブドウを収穫する際の気温は -7℃ を下回るべき旨を定めている。この温度ではブドウ果実に含まれる水分は凍結するが、氷晶の成長と共に糖やその他の溶質が未凍結の部分に追い込まれ、成分が濃縮される。こうして凍結したブドウから搾汁すると濃縮された果汁が得られ、高糖度の環境に適応した特殊な酵母による長時間の発酵を経てアイスワインができる。アイスワインは非常に甘いながらも酸味との均整に秀でる。アイスワインは製造に向けられるブドウの収穫量が非常に少なく、また製造量や可否が気候条件に依る部分が大きく、従って一般に高価である。アイスワインの製造には氷点下の環境でも結実した房が落ちない物理的に頑健な品種が向いており、その最たるものがリースリングである。
最も有名なアイスワインはドイツの "Eiswein" やカナダで造られるものである。しかしこれら以外の国でも、アメリカ、オーストリア、クロアチア、チェコ、スロバキア、スロベニア、ハンガリー、オーストラリア、フランス、ニュージーランドなど、気候条件の適合する各国で少量ながら生産されている。
アイスワインの生産プロセスを人為的に再現したものがクリオ・エクストラクションである。収穫した果実を冷凍庫で凍結させ、同様のプロセスを経て醸造する。甲州のように、繊細ではあるが濃縮感に欠ける品種において効果を発揮する。
少数ではあるが国産でもアイスワインを称する商品が流通している。しかしながら気候的にも天然でアイスワインの条件を満たしつつ、同時に樹木自体に冷害が及ばないという条件を満たすことは困難を極め、人工的に果実を氷結されて醸造するクリオ・エクストラクションが基本となる。
極めて一部ではあるが、北海道などでも栽培可能なケルナーを用い、温度管理などの多数の工程を踏むことによって天然のアイスワインを製造した例も存在する。しかしながら、果実を凍結させるまでの手順自体で多数の人の手が介入していることも事実であり、真の意味での国産天然アイスワインは存在しておらず気候の観点から見ても天然環境下での製造は不可能に近い｡

## 貴腐ワイン

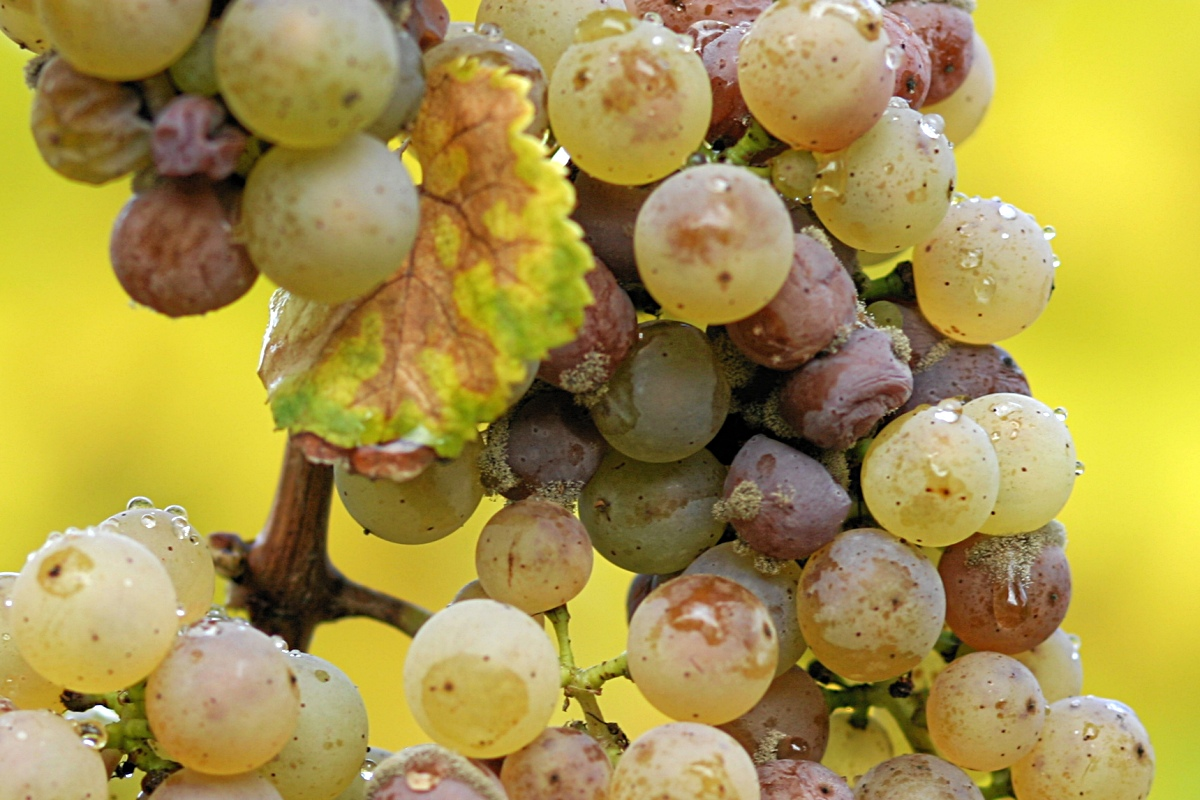
貴腐菌が付いたブドウ（リースリング種）

貴腐菌（ボトリティス・シネレア、Botrytis cinerea）が付いた「腐った」ブドウから作られるワイン。フランスソーテルヌのシャトー・ディケム（冒頭を参照）やハンガリートカイのものが有名。ブドウ果実における 貴腐菌の繁殖は単なる腐敗ではなく、果実の脱水を促進するとともに蜂蜜やアプリコットを思わせる芳香（貴腐香）をワインに与える。しかし良いことばかりではなく、貴腐菌の代謝産物が発酵を遅らせるという側面もある。
貴腐菌が良い貴腐をもたらす条件は非常に限られており、もし湿度が高すぎれば灰色かび病という破滅的な災厄をもたらすことになる。従ってブドウ栽培者には貴腐の収穫量を上げ、一方で灰色かび病を最小限に留める努力が要求される。一般に貴腐の発生には湖や海の近くで朝霧が舞い降り、日中には日差しで霧消するような環境が最適であるとされる。貴腐の発生を待つ必要から、一般に貴腐ワイン用のブドウは遅摘みである。ちなみに元々貴腐ワインの発祥が偶然の産物であったことには疑いの余地がない。ハンガリーにもドイツにも、収穫が遅れてカビが生えたブドウを醸造したら美味しいワインができた、という似たようなエピソードがある。貴腐菌が付いた果実は目視でそれとわかるほど菌体が発達するが、トカイでは単に萎びてつやのあるブドウに見えることがある。これはトカイの主力品種であるフルミント（Furmint）に貴腐菌が付くと急速に脱水が進行するためで、菌の胞子形成が間に合わないことによる。
貴腐は偉大なデザートワインの多くを担っている。トカイやソーテルヌだけでなく、ドイツのベーレンアウスレーゼやトロッケンベーレンアウスレーゼ、ルーマニアの グラサ・デ・コトナリ（Grasă de Cotnari）、フランスのモンバジャック（Monbazillac）、オーストリアのアウスブルッフ（Ausbruch）そしていわゆるニューワールドの各国でも高品質の貴腐ワインが造られている。

## 提供

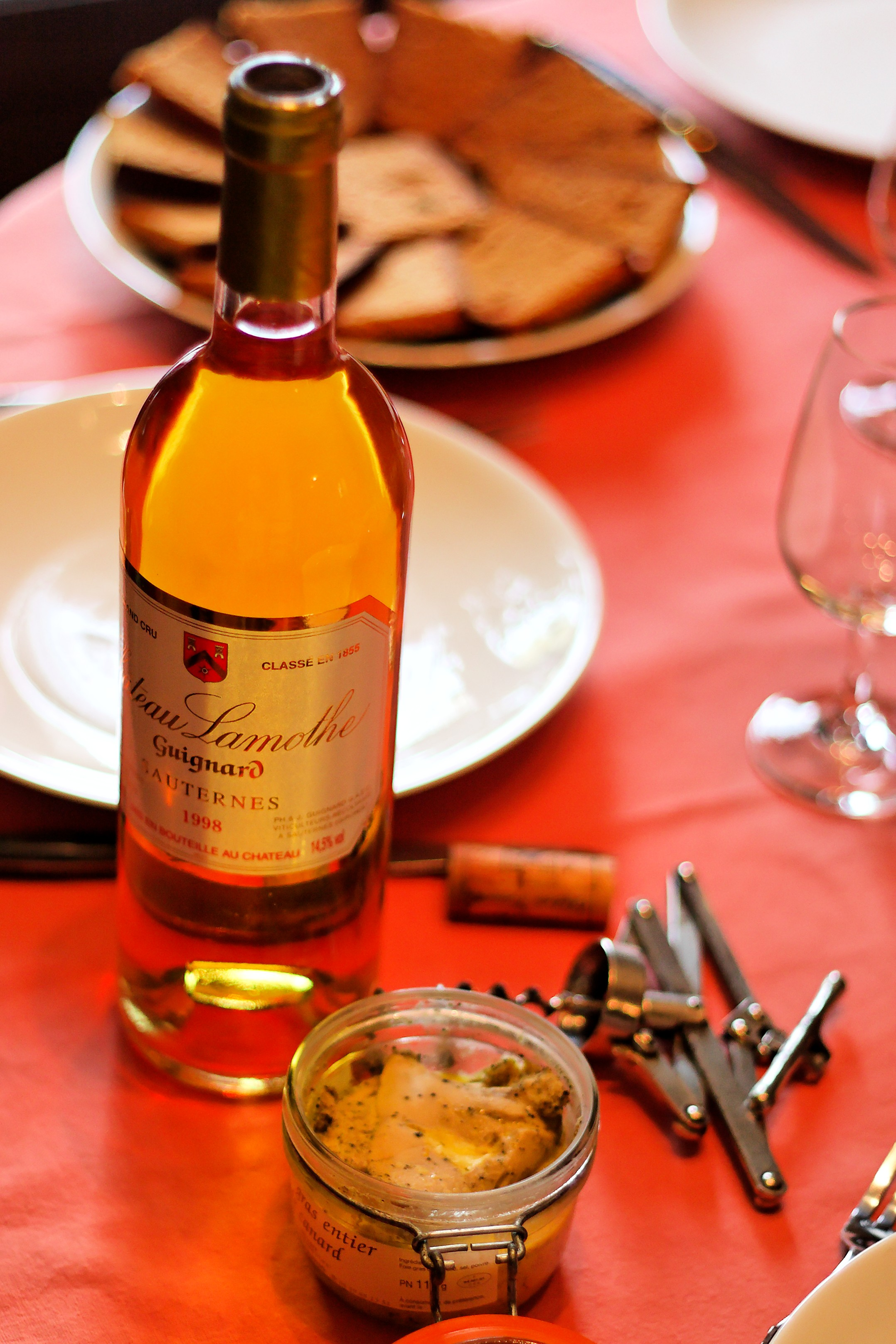
フォアグラとシャトー・ラモット・ギニャール、ソーテルヌ AOC

一般的にはデザートワインは同時に供されるデザートよりも甘くあるべきとされている。例えば完熟のモモなどが好相性であると言われているが、一方でこの考え方はチョコレートやキャラメル菓子に合わせるべきでないという意味でもある。しかし赤のデザートワイン、例えばレチョート・デッラ・ヴァルポリチェッラやバニュルスなどは、そのような挑戦的なデザートとの相性もそんなに悪くはない。甘いデザートワインはそれ自体がデザートでもあるが、ヴィン・サントとアーモンドビスケットのように、少し苦味のある焼き菓子と合わせるのも良い。対照的なものの組み合わせとしては、ソーテルヌに対して薫り高いフォアグラを合わせるような伝統的なものもある。塩の利いたロックフォールをソーテルヌに添えるのも定番である。
白のデザートワインは通常冷やして提供されるが、冷やしすぎには注意を要する。赤のデザートワインは室温で、もしくはやや冷やして提供する。